# Malapropisme
Un malapropisme és un ús incorrecte d'una paraula en el lloc d'una altra que sona d'una manera pareguda. El resultat és un sense sentit, freqüentment humorístic.
La paraula malapropisme ve del francés mal à propos, que vol dir 'inapropiat'. Prové d'un personatge de la comèdia de Richard Brinsley Sheridan The rivals (1775), Mrs. Malaprop, que habitualment fa aquestos usos incorrectes de les paraules. Però els malapropismes no sols formen part de la literatura, sinó que són ben comuns entre la gent, i poden ser matèria de burla si els emet un personatge públic.
La utilització de malapropismes ve donada, sobretot, en paraules o expressions cultes o estrangeres. El parlant té una vaga idea de com sona, però, o bé no sap el que vol dir, o bé no sap del tot com es pronuncia. Per això, recorre a paraules que ja coneix i que li resulten més fàcils. No obstant això, el malapropisme també pot estar motivat per l'intent d'usar paraules més complexes, més cultes o que sonen menys malament, encara que en realitat no se'n conega el significat.
Ni el Diccionari de l'Institut d'Estudis Catalans ni el de l'Acadèmia Valenciana de la Llengua no recullen el terme.

## Alguns exemples en català
- Fira monstruària en lloc de fira mostrari
- Magnèsia en lloc de gimnàsia
- Matemàquines en lloc de matemàtiques
- Neuròtic en lloc d'eròtic[1]
- Màquina fornicatòria en lloc de màquina fumigatòria
- Gàngsters en lloc d'hàmsters
- Basílica en lloc de vesícula
- "M'és inversemblant" en lloc de "m'és indiferent"[2]
- Implacable en lloc d'impecable
- Uniforme en lloc d'informe[3]
- Traumaturg en lloc de dramaturg